# Романізація (культурна)

Розширення Риму:
Римська республіка
Римська імперія
Західна Римська імперія
Східна Римська імперія

Романіза́ція (англ. Romanization; від лат. Romanus, «римський»), або Латиніза́ція (англ. Latinization) — процес культурної асиміляції Стародавнім Римом підлеглих народів (італіків, кельтів, іберів, германців, даків, греків, берберів, фінікійців, юдеїв тощо). Тривала від VI ст. до н. е. до V ст. н. е., від часів постання Римської Республіки до падіння Римської імперії. Відбувалася у провінціях. Особливо інтенсивно проходила в Середземномор'ї (Італія, Іспанія, Галлія, Сицилія, Сардинія, Корсика, Балеарські острови), супроводжувалася запровадження на підлеглих територіях римських колоній та римського права, а з ним — римської культури: латини, звичаїв, побуту, техніки, мистецтва, архітектури тощо. З III століття важливим чинником романізації стало надання римського громадянства вільному населенню імперії, а з IV ст. — поширення християнства. Унаслідок романізації утворилася європейська універсальна культурна спільність, у межах якої постали держави романських та романізованих германських народів. У пізньоримській та італійській історіографії процес романізації сприймався як цивілізаційна місія Риму серед варварів.

## Історія
Процес романізації минав дуже швидко в Середземномор'ї (Італія, Іспанія, Прованс-Окситанія). У північніших і периферійних регіонах він був ускладнений через віддаленість, слабкий наплив колоністів з Італії та війни з сусідніми та/або автохтонними народами (кельти, германці, іллірійці). У низці місць романські мова і культура зникли під натиском інших народів (Паннонія, Іллірія, прирейнська Німеччина, країни Магрибу). Так, в античній Британії їм не вдалося закріпитися через германську навалу, хоча на півдні і південному сході Британії, де населення вже було знайоме з римськими товарами і способом життя, романізація була помітна, але так і не торкнулася широких прошарків населення. Тут було досить багато центрів міського типу, з'явилися римські вілли. В інших регіонах, особливо на півночі і сході, зберігалися кельтські звичаї і традиційна соціальна структура.
У III в. Британія переживала період відносного гараздування, а IV століття часто іменується як «золота доба Римської Британії». Однак незабаром вона стала об'єктом нової навали — з боку германських племен англів і саксів. Римська культура на півдні зникла, а на сході та півночі знову відродилися кельтські традиції, хоча класична латина продовжувала вживатися серед богословів і літописців.

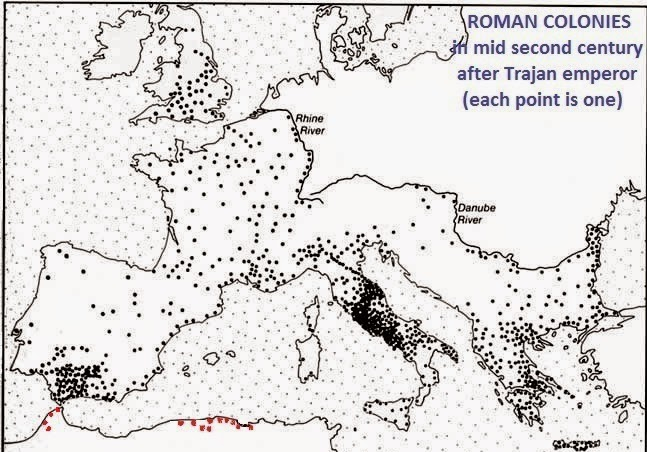
Римські колонії
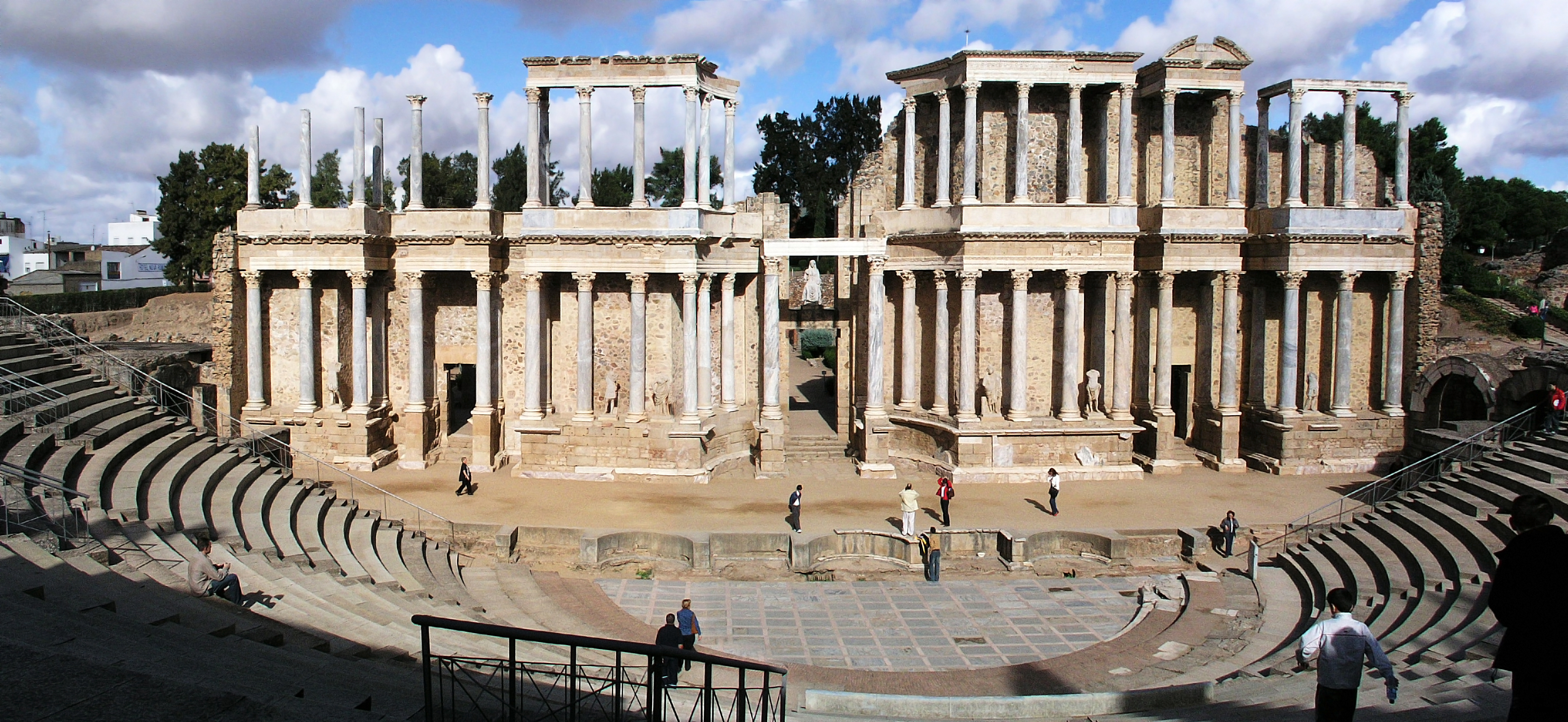
Римський театр в Меріді
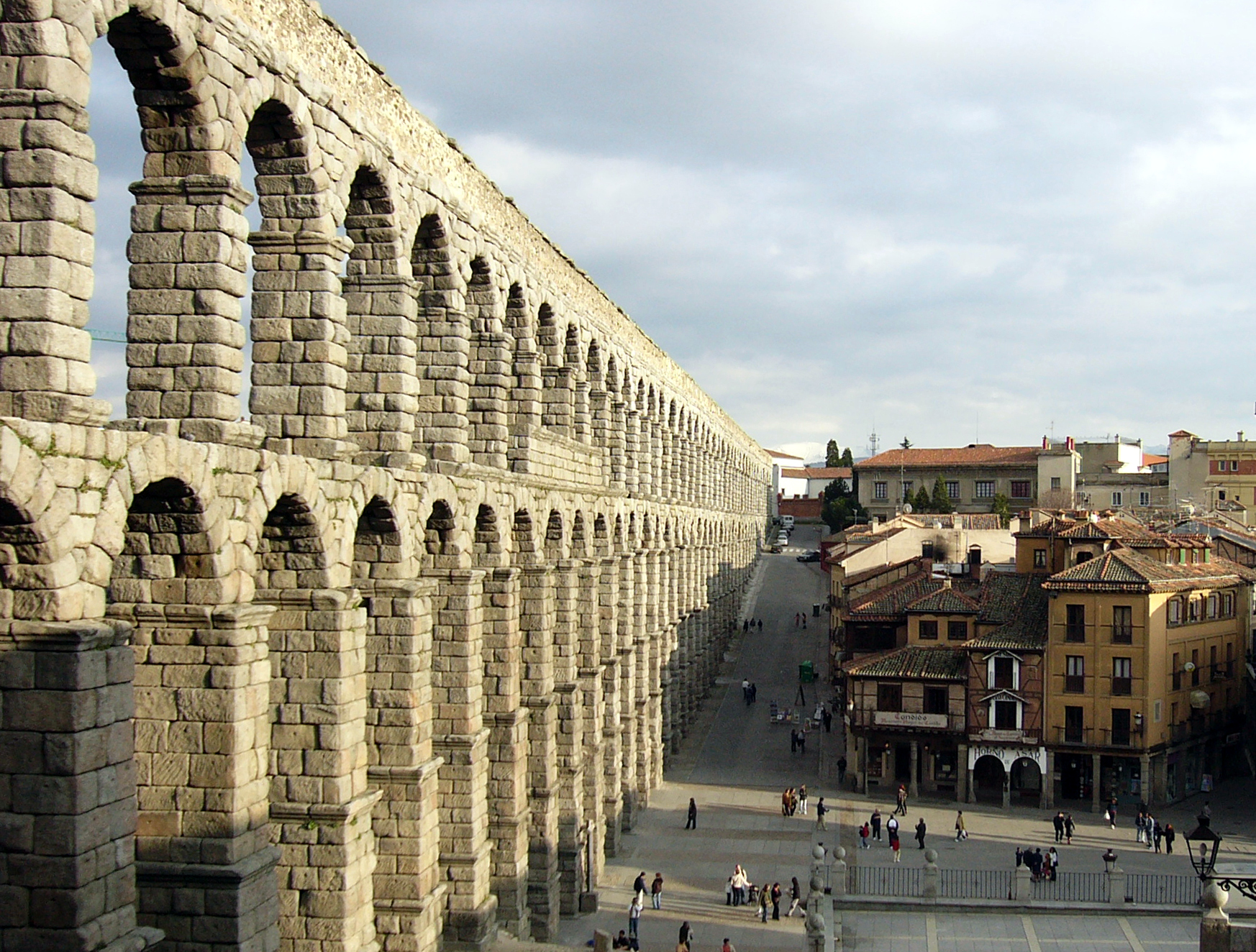
Римський акведук в Сеговії
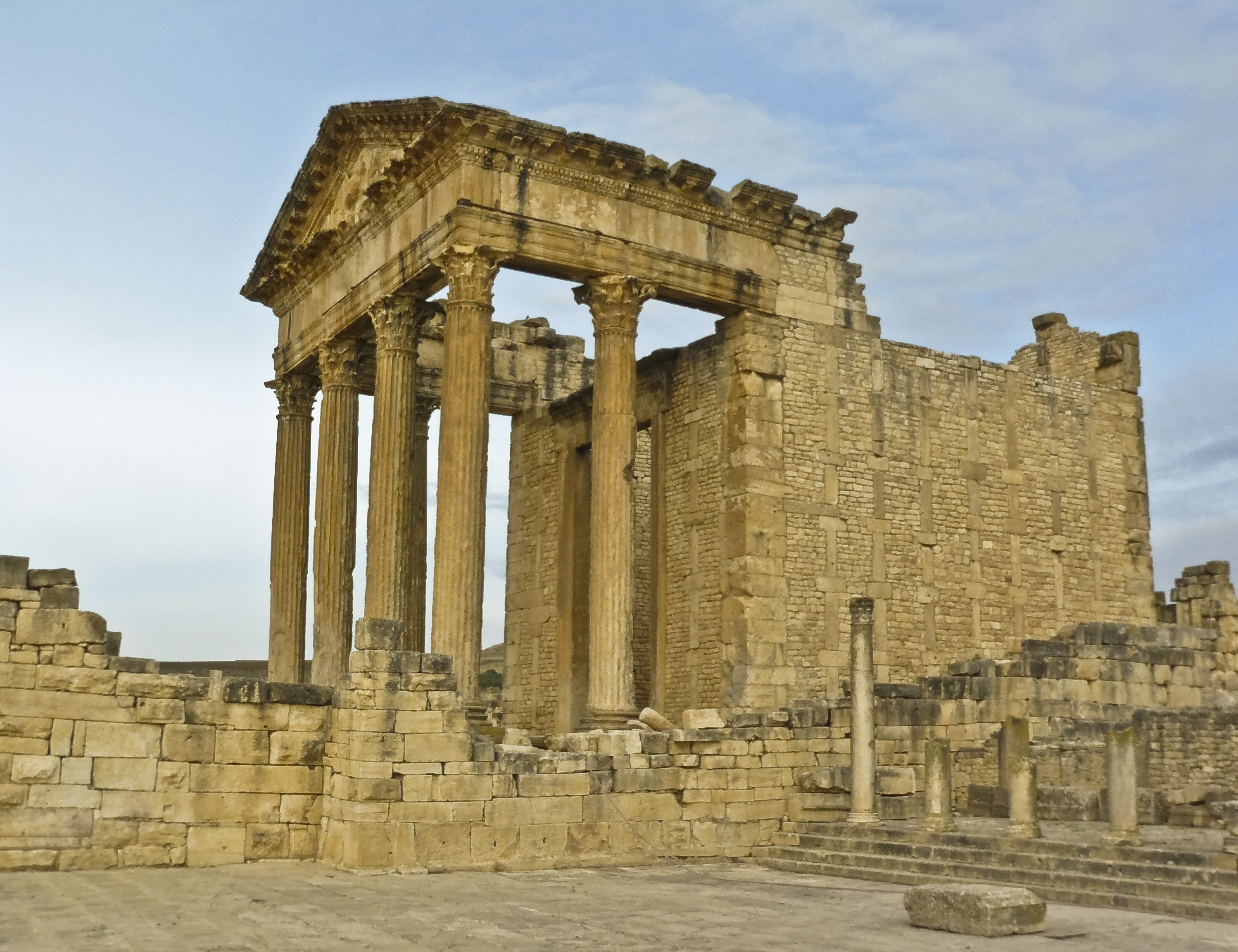
Капітолій в Дуззі
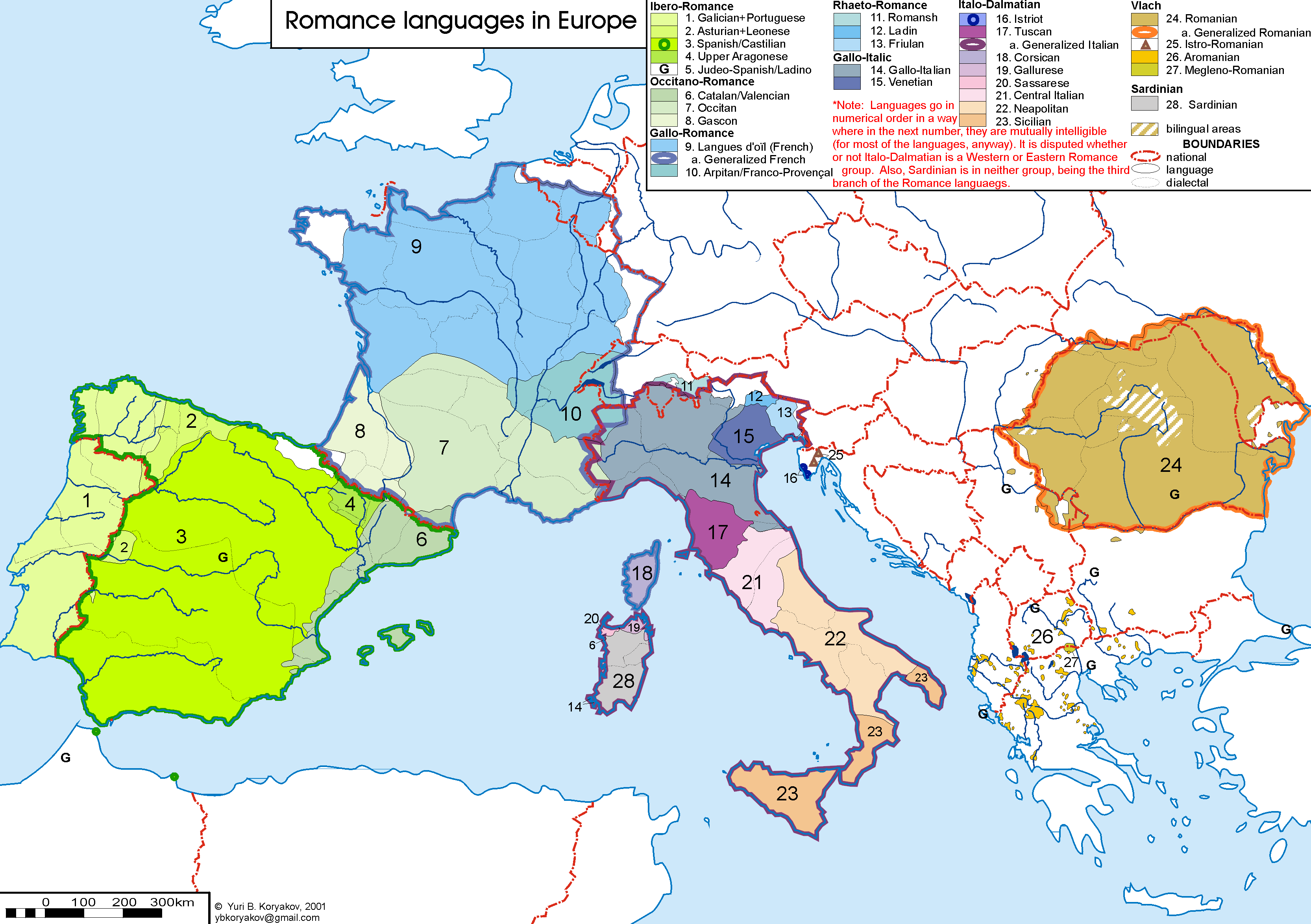
Романські мови